# Marko Todorović
Marko Todorović (cyr. Марко Тодоровић; ur. 19 kwietnia 1992 w Podgoricy) – czarnogórski koszykarz grający na pozycji silnego skrzydłowego lub środkowego, reprezentant kraju, obecnie zawodnik Tianjin Gold Lions.
17 sierpnia 2019 dołączył do chińskiego Tianjin Gold Lions.

## Życiorys
Todorović grał w zespołach juniorskich KK Joker w Czarnogórze, a następnie w Joventucie Badalona. W latach 2010–2012 grał w drużynie rezerw Joventutu, a w sezonie 2011/12 w pierwszym zespole.
Przed rozpoczęciem sezonu 2012/13 przeszedł do Barcelony.
W 2013 roku został wybrany w drafcie NBA z 45 numerem, w drugiej rundzie.

## Osiągnięcia
Stan na 19 października 2019, na podstawie, o ile nie zaznaczono inaczej.
Drużynowe
- Mistrz Hiszpanii (2014)
- Wicemistrz:
  - VTB/Rosji (2017)
  - Hiszpanii (2013)
- Zdobywca pucharu Hiszpanii (2013)
- Finalista:
  - pucharu Hiszpanii (2014)
  - superpucharu Hiszpanii (2012, 2013)

Indywidualne
- MVP:
  - LEB Plata (III ligi hiszpańskiej – 2012)
  - miesiąca Ligi Endesa (marzec, maj – 2015, maj – 2019)
  - kolejki Ligi Endesa (2, 8, 18, 31 – 2014/2015)
- Zaliczony do składu I składu Ligi Endesa (2015)

Reprezentacja
- Wicemistrz Europy U–16 dywizji B (2008)
- Uczestnik:
  - mistrzostw Europy:
    - 2017 – 13. miejsce
    - U–20 (2011 – 7.  miejsce)

  - kwalifikacji do:
    - mistrzostw świata (2017)
    - Eurobasketu (2017)